# Delfines de Xalapa
Delfines de Xalapa ist ein mexikanischer Fußballverein aus Xalapa, der Hauptstadt des Bundesstaates Veracruz. Seine Heimspielstätte ist das Estadio Antonio M. Quirasco.

## Geschichte
Der Verein wurde Anfang der 1990er Jahre gegründet und gewann in der Saison 1991/92 die Vizemeisterschaft in der viertklassigen Tercera División. Durch diesen Erfolg gelang dem Verein der Aufstieg in die drittklassige Segunda División 'B', in deren Abschlusstabelle 1992/93 der Verein auf dem ersten Platz landete, aber in der anschließenden Meisterschaftsendrunde versagte. In der darauffolgenden Saison 1993/94, der letzten im nur zwölfjährigen Bestehen der Segunda División 'B', konnte der Verein mit einem Punkt Vorsprung auf den Orizaba FC den Abstieg vermeiden und qualifizierte sich somit für die neue drittklassige Segunda División, in der die Delfines in der Saison 1994/95 das Halbfinale erreichten. In derselben Saison waren die Delfines eine von nur vier Mannschaften aus der Segunda División, die am mexikanischen Pokalwettbewerb teilnehmen durfte. In der ersten Runde konnten die Delfines sich durch die Tore von Javier Benavides und Brígido Acosta sogar gegen den mehrfachen mexikanischen Meister Deportivo Toluca (2:1) durchsetzen, ehe sie in der zweiten Runde mit 0:3 gegen Santos Laguna scheiterten.